# Mecistocephalus nilgirinus
Mecistocephalus nilgirinus är en mångfotingart som beskrevs av Chamberlin 1920. Mecistocephalus nilgirinus ingår i släktet Mecistocephalus och familjen storhuvudjordkrypare. Inga underarter finns listade i Catalogue of Life.